# Malagassa appendiculata
Malagassa appendiculata är en insektsart som beskrevs av Lucien Chopard 1951. Malagassa appendiculata ingår i släktet Malagassa och familjen Episactidae. Inga underarter finns listade i Catalogue of Life.